# Mahasanghika
Mahasanghika (Skt mahāsāṃghika महासांघिक; dosł. „Wielka[/Większa] Społeczność” lub większość) – była jedną z wczesnych szkół buddyjskich w starożytnych Indiach, która w chwili obecnej już nie istnieje (tj. jej linia święceń nie jest kontynuowana). Informacje na temat początków odłamu buddyzmu zwanego mahasanghika ciągle nie są pewne. Są one przedmiotem zaciekłych dyskusji pomiędzy uczonymi. Powodem tak dużego zainteresowania początkami szkoły mahasanghika jest to, że jej zapis tekstów Vinayi wydaje się pod kilkoma względami przedstawiać starszą ich wersję (zob. poniżej) i w ten sposób ma ono ważne konsekwencje dla historii zapisów Vinayi wszystkich odłamów.

## Lokalizacja
Mahasanghikowie zamieszkiwali początkowo północno-zachodnie Indie, ale ich obecność była też znacząca w południowo-wschodnich Indiach w okolicach Amaravati i Nagarjunakonda (sthaviravadinowie zajmowali północny wschód).

## Początki
Każdy z odłamów posiadał swoje własne księgi. Księgi theravady znalezione w Dipavamsa wydają się być jedynie baśniowym zapisem, stworzonym w celu wychwalania odłamu theravady, napisanym w czasie, w którym sytuacja historyczna została już zapomniana.
Zgodnie z zapisem, odłam mahasanghików został uformowany w czasie pierwszego buddyjskiego rozłamu ok. 320 r. p.n.e. Szkoła ta poróżniła się ze szkołą sthaviravady (Starszych) w kwestii autentyczności pewnych tekstów, które zwolennicy magasanghiki uważali za wymyślone przez Starszych i niebędące prawdziwym słowem Buddy (Buddhavacana), przez co nie przyłączyli się oni do trzeciego soboru buddyjskiego. Istnieje kilka innych zapisów: odłamu sammitiya, sarvastivada i innych. Zapis mahasanghików na temat ich początków utrzymuje, iż oddzielili się oni od sthaviravady na przyjacielskich warunkach w czasie spotkania zwołanego przez następcę króla Pushyamitry, który prześladował buddyzm – prawdopodobnie chodziło o Agnimitrę – a zatem po Trzecim Soborze. Z tego zapisu nie wynika jasno, że ów podział mógłby się w sensie technicznym liczyć jako formalny ‘rozłam’. Według nich chodziło o to, że Starsi stworzyli nową wersję Vinayi. A także o to, iż król (i bezwzględnie pisarze) uznali obie wersje za wartościowe, ale uznano, że mnisi muszą wybrać sobie którąś z nich; nie mogli wahać się pomiędzy obiema. I tak ci, którzy wybrali starą wersję Vinayi zostali nazwani magasanghikami, a ci, którzy podążyli za nową wersją, zostali nazwani sthaviranami. Zapis mahasanghików podaje listę wszystkich głównych odłamów wraz z kolorami noszonych przez nie szat.

## Zapis Vinayi
Zapis Vinayi zdaniem mahasanghików jest zasadniczo bardzo podobny do innych zapisów, które ogólnie są do siebie podobne. Jednakże w dużym stopniu różni się on od pozostałych zapisów strukturą, choć ogólnie rzecz biorąc zasady mają takie samo znaczenie, jeśli porówna się (objaśnienia) Vibhangi. Cechy Vinayi w wersji mahasanghików, które sugerują, że może to być starsze wydanie, są w skrócie takie: części Bhiksu-prakirnaka, Bhiksuni-prakirnaka i Bhiksu-abhisamacarika-dharma odpowiadają w zasadzie Khandhaka/Skhandhaka szkół sthavira. Jednakże ta struktura jest prostsza i według ostatnich badań przeprowadzonych przez Clarke’a, struktura naśladuje matika (macierz), którą także da się znaleźć w Vinayach kilku szkół sthavirów, co sugeruje, że pochodzi ona sprzed podziału. Poddziały części Prakirnaka także są zatytułowane pratisamyukta, nie zaś Skandhaka/ Khandhaka. Pratisamyukta/ Patisamyutta oznacza część lub rozdział w zbiorze, zorganizowanym według podmiotu; „zasady-samyukta”, takiej jak Samyutta-Nikaya/ Samyukta-agama. Uczeni tacy jak mistrz Yin Shun, Choong Moon Keat i bhikkhu Sujato próbowali dowieść, że Samyutta/Samyukta reprezentuje najwcześniejszy zbiór spośród Nikay/Agam i to równie dobrze może sugerować, iż jest to także najstarsza zasada organizacji (nota bene, niekoniecznie mówi to cokolwiek na temat wieku zawartości tekstów).
Istnieje także kilka historii w Vinayi podrzędnych szkół, mahasanghika-lokottaravada (Lokuttaravada), gdzie wiele z nich pokazuje źle powiązane, jawne wstawki, podczas gdy w strukturze wersji sthaviravady, historie zintegrowane są w pełny schemat, który musiał być oryginalnie wspaniałą, artystyczną kompozycją literacką. Także w sformułowaniach pewnych zasad pratimokszy sposób wyrażania (choć ogólnie rzecz biorąc identyczny w znaczeniu jak w innych wersjach) często okazuje się przedstawiać jaśniejszą, choć mniej uproszczoną wersję, co sugeruje, iż może być ona starsza. Szczególnie da się to zauważyć w Bhiksuni-Vinaya, która nie zachowała się tak dobrze jak Bhiksu-Vinaya ogólnie we wszystkich wersjach. Jednakże sformułowania pewnych zasad, które wydają się być bardzo zagmatwane w innych wersjach (np. Bhikkhuni Sanghadisesa trzy = sześć w Ma-L) wydają się lepiej reprezentować to, czego można by się było spodziewać po oryginalnych sformułowaniach, które mogłyby prowadzić do różnorodności zagmatwanych sformułowań, które widzimy (prawdopodobnie później) w innych wersjach. Sformułowanie tej zasady (jako przykład) pokazuje także formację pół-równoległą do zbliżonej zasady dla Bhiksu, którą można znaleźć w podobniejszej formie we wszystkich Vinayach (Pc64 w pali).

## Podział mahasanghików
W około 140 lat po mahanirvanie Buddy sthawirowie oddzielili się od mahasanghików, którzy z kolei na początku naszej ery stali się punktem początkowym dla mahajany. Mahasanghikowie, czyli „ci, którzy reprezentują wielkie zgromadzenie”, otrzymali swą nazwę na soborze w Pataliputrze, na którym stanowili po prostu większość. Jednak bardziej prawdopodobne jest to, że nazwę tę otrzymali, gdyż reprezentowali poglądy świeckich wyznawców przeciwko grupie mnichów.
Mahasanghikowie nie utrzymali jednak swojej jedności i podzielili się na kilka szkół:
```
                                            Mahanirvana Buddy  0 r.
                                                   |
                                             Mahasanghikowie  ok. 140 lat po mahanirvanie Buddy
 200 lat po mahanirvanie Buddy                      |
             ______________________________________|_______________________________________
             |                                     |                                      |  
        Ekavyakarikowie                       Gokulikowie                                 |
             |                                     |                                      |
      Lokottaravadinowie         __________________|____________________                  |
                                 |                                      |                 |  300 lat po mahanirvanie Buddy
                            Bahaśrutiyowie                    Prajñaptiwadinowie     Caitiyowie
                                                                                          |
                                            ______________________________________________|______________________ 
                                            |                        |                    |                      |
                                      Puruśailowie           Aparaśailowie          Rajagrikowie       Siddharthikowie
```